# Sympagella anomala
Sympagella anomala är en svampdjursart som beskrevs av Isao Ijima 1903. Sympagella anomala ingår i släktet Sympagella och familjen Rossellidae.
Artens utbredningsområde är havet kring Japan. Inga underarter finns listade i Catalogue of Life.